# Disperse Yellow 56
Disperse Yellow 56 ist ein Disazofarbstoff aus der Gruppe der Dispersionsfarbstoffe, der im Textilbereich zum Färben von Polyester eingesetzt wird.

## Eigenschaften
Der Farbstoff kann durch reduktive Spaltung krebserregende Arylamine bilden. Daher ist die Verwendung von Disazofarbstoffen wie Disperse Yellow 56, Disperse Yellow 23, Disperse Yellow 7 und Disperse Red 151, die sich von p-Aminoazobenzol ableiten, sehr eingeschränkt und sie befinden sich auf der Liste eingeschränkt nutzbarer Substanzen (RSL) wie z. B. bei der Mitgliederorganisation verschiedener Bekleidungs- und Schuhunternehmen Apparel and Footwear International RSL Management Group (AFIRM).